# HD 111968
Ne doit pas être confondu avec N Centauri (HD 120642).
Désignations
n Centauri (n Cen), également désignée HD 111968 ou HR 4889, est une étoile de la constellation australe du Centaure. Elle est visible à l'œil nu avec une magnitude apparente de 4,27. D'après la mesure de sa parallaxe annuelle par le satellite Hipparcos, elle est située à environ ∼ 149 a.l. (∼ 45,7 pc) de la Terre. La vitesse radiale de l'étoile est mal contrainte, avec une valeur estimée de +2,5 km/s.
n Centauri est une étoile de type A, mais il y a des désaccords sur sa classe de luminosité selon les classifications. En 1957, Antoinette de Vaucouleurs lui attribue une classe de III, suggérant que c'est une géante. Olin J. Eggen lui a attribué une classe de V en 1962, tout comme Richard Orren Gray et Robert F. Garrison en 1989, indiquant qu'elle serait plutôt sur la séquence principale. En 1982, Nancy Houk a donné une classe de luminosité IV, signifiant que c'est une étoile sous-géante.
n Centauri est 1,6 fois plus massive que le Soleil et elle âgée d'environ 400 millions d'années. Elle tourne sur elle-même à une vitesse de rotation projetée de 92 km/s. L'étoile est 34 fois plus lumineuse que le Soleil et sa température de surface est de 7 835 K.